# Heinz Gomoll
Heinz Gomoll (* 14. Juli 1907 in Essen; † 26. Dezember 1942 gefallen im Osten) war ein deutscher Bibliothekar.

## Leben
Heinz Gomoll studierte Klassische Philologie und Germanistik und legte 1929 das Staatsexamen ab. 1933 folgte die Promotion an der Universität Bonn. Im selben Jahr trat er in die Deutsche Bücherei Leipzig als Volontär ein, 1935 legte er die bibliothekarische Fachprüfung ab. Um 1936 wechselte Gomoll an die Werksbibliothek der Friedrich Krupp AG in Essen, kehrte jedoch schon 1937 wieder zurück an die Deutsche Bücherei nach Leipzig, wo er 1939 Hilfsbibliothekar wurde, bevor er als Soldat eingezogen wurde. 

## Schriften (Auswahl)
- Der stoische Philosoph Hekaton: seine Begriffswelt und Nachwirkung unter Beigabe seiner Fragmente. Cohen, Bonn 1933 (Dissertation).
- Caecilius' Stellung zu den σχήματα διανοίας. In: Rheinisches Museum für Philologie Bd. 82 (1933), S. 59–66, Online.
- Suetons bibliotheksgeschichtliche Nachrichten. In: Zentralblatt für Bibliothekswesen Bd. 52 (1935), S. 381–388.
- Zu Cassiodors Bibliothek und ihrem Verhältnis zu Bobbio. In: Zentralblatt für Bibliothekswesen Bd. 53 (1936), S. 185–189.
- Die Werksbücherei der Friedrich Krupp AG. In: Zentralblatt für Bibliothekswesen Bd. 54 (1937), S. 191–195.
- Bibliographie des griechisch-römischen Bibliothekswesens: 1899–1938. Harrasowitz, Leipzig 1938.
- Die Glasfenster der Deutschen Bücherei. In: Deutsche Glaser-Zeitung Bd. 52  (1941), 23, S. 10 f.